# Wolfgang Przyrembel
Wolfgang Przyrembel (* 10. September 1903 in Schubin, Posen; † 13. August 1944 in Frankreich) war ein deutscher nationalsozialistischer Funktionär und SA-Führer. Er amtierte u. a. als deutscher Gebietskommissar in Mozyr in der besetzten Ukraine während des Zweiten Weltkriegs.

## Leben und Tätigkeit
Nach dem Schulbesuch nahm Przyrembel das Universitätsstudium auf. Als Student trat er zum 1. Oktober 1930 in die NSDAP ein (Mitgliedsnummer 310.421). Bald darauf wurde er auch Mitglied der Sturmabteilung (SA), dem Straßenkampfverband der Partei.
Seit 1932 betätigte Przyrembel sich als hauptberuflicher SA-Funktionär in der SA-Gruppe Schlesien. Er muss zeitweise dem Stab der Gruppe angehört haben. Dies ergibt sich aus einer Selbstdarstellungs-Schrift der schlesischen SA aus dem Jahr 1933, in der sich eine Galerie mit Porträtfotos der „Alten“ des Stabes der Gruppe findet, wobei unter den abgedruckten Bildern von hohen Angehörigen des Stabes der Gruppe auch ein Foto von Przyrembel ist. In der SA erreichte Przyrembel schließlich den Rang eines SA-Standartenführers.
Nach dem Angriff auf die Sowjetunion im Juni 1941 wurde Przyrembel im Rahmen der deutschen Besatzungspolitik zum Gebietskommissar in Mozyr ernannt. Er war damit Leiter der deutschen Verwaltung in einem größeren Teilgebiet der Ukraine, das 2.700 km² groß war und 80.000 Personen umfasste. Offiziell wurde Mozyr am 20. Oktober 1941 Dienstsitz von Przyrembel als Gebietskommissar. Das Przyrembel unterstehende Gebiet Mosyr war wiederum Bestandteil des übergeordneten Gebietskommissariats Shitomir. 
Als Gebietskommissar in Mozyr war Przyrembel in den Jahren 1941 bis 1943 u. a. für die Verfolgung der in diesem Gebiet lebenden Juden verantwortlich. Überliefert ist ein Rundschreiben, das Przyrembel am 5. Dezember 1941 an die Bürgermeister von Mozyr und im Rayon Kalinkovici schickte, in dem er Anweisungen zur Kennzeichnung und Aussonderung von Juden erteilte. In dem Schreiben folgte er der völkischen Definition, wer Jude sei und pochte darauf, dass die Verwaltung durchzusetzen habe, dass Juden die „vorgeschriebenen Kennzeichen“ tragen.
Przyrembel kam am 13. August 1944 als Leutnant der Wehrmacht bei Kampfhandlungen in Frankreich zu Tode. Sein Grab befindet sich auf der Kriegsgräberstätte Noyers-Pont-Maugis (Endgrabanlage Block 1 Grab 2093).